# Saint George's (Grenada)
Saint George's is de hoofdstad van Grenada en is gelegen in het zuidwesten van het eiland Grenada. De aan een kleine baai gelegen stad heeft 7500 inwoners (1999). Het straatbeeld wordt gedomineerd door gebouwen uit de koloniale tijd.
De stad werd in 1650 gesticht door Franse kolonisten. Later fungeerde het van 1885 tot 1958 als hoofdstad van de Britse kolonie Britse Bovenwindse Eilanden. Saint George's is de belangrijkste havenstad van het land en exporteert onder meer cacao en bananen.

## Galerij

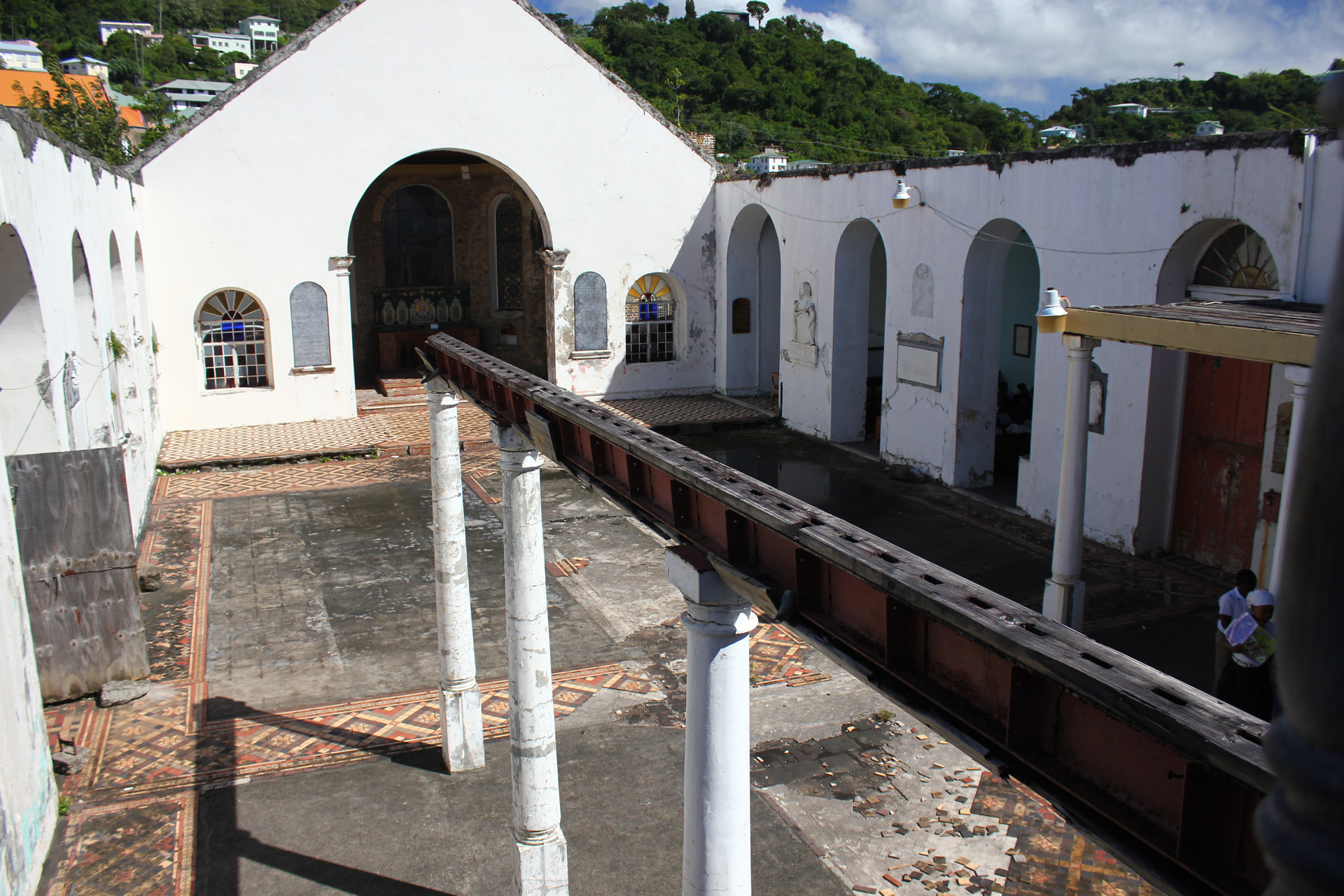
Anglicaanse kerk van Saint George's
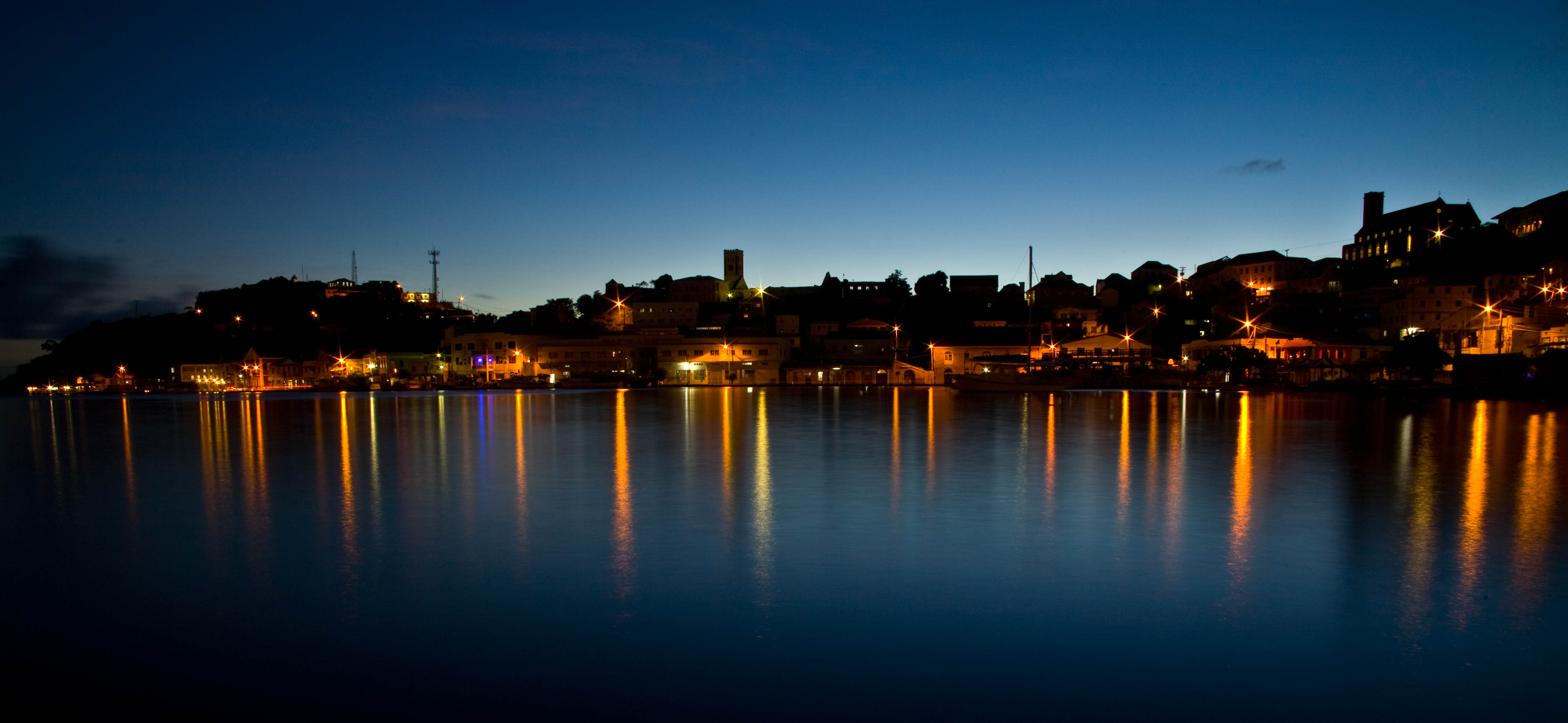
The Carenage
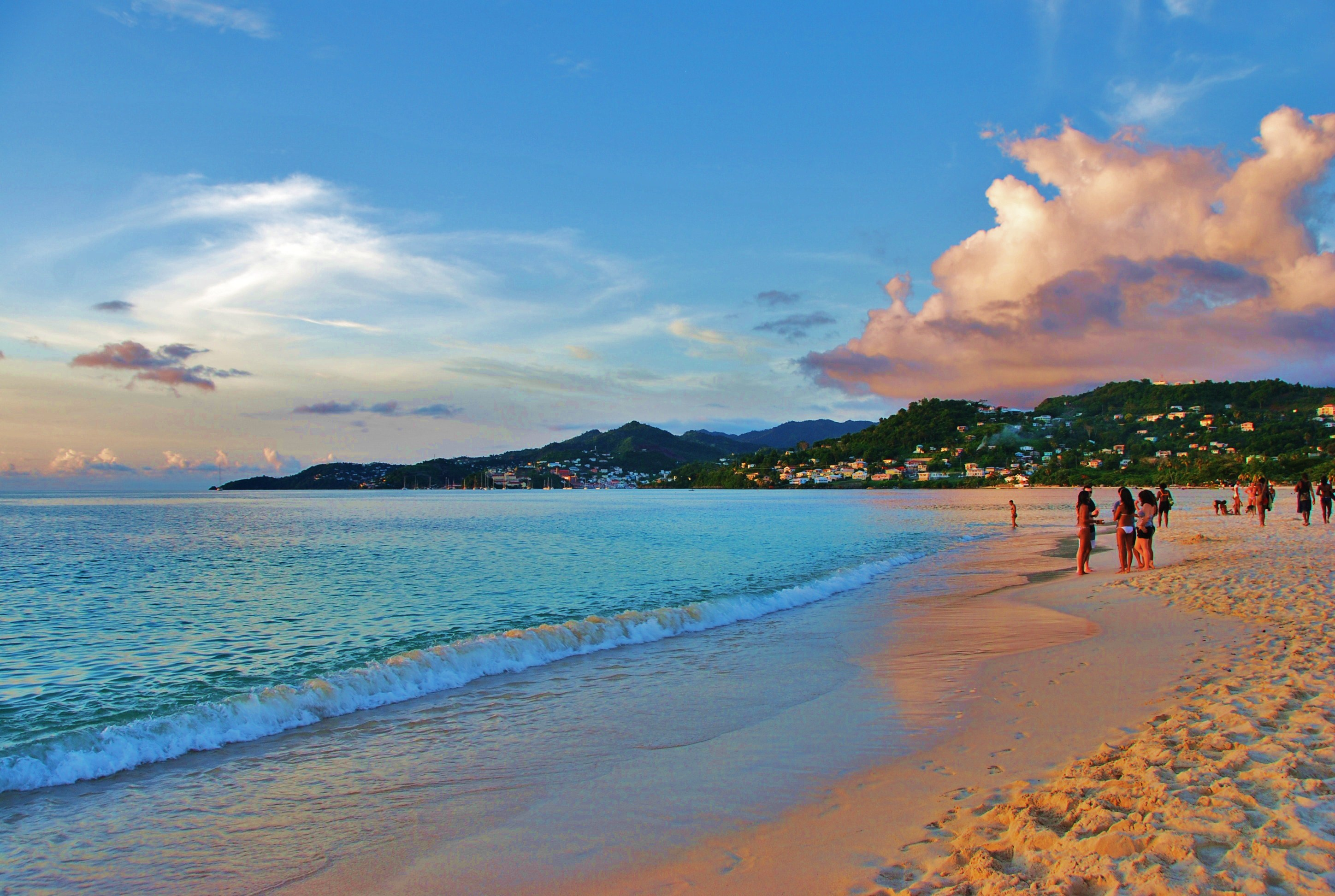
Grand Anse Beach

## Geboren
- Kirani James (1992), atleet, olympisch en wereldkampioen 400 m